# Петровка (Сафакулевський округ)
Петро́вка (рос. Петровка) — присілок у складі Сафакулевського округу Курганської області, Росія.
Населення — 33 особи (2010, 70 у 2002).
Національний склад станом на 2002 рік:
- росіяни — 50 %
- башкири — 47 %